# Quinzième circonscription de Seine-et-Oise
La Quinzième circonscription de Seine-et-Oise est l'une des dix-huit circonscriptions législatives que compte le département français de la Seine-et-Oise, situé en région Île-de-France.

## Description géographique
Le Journal Officiel du 13-14 Octobre 1958 déterminait la composition de la circonscription :
- Canton de Longjumeau (sauf communes d'Ablon-sur-Seine et de Villeneuve-le-Roi)[1].

## Description historique et politique

### Historique des députations
| Législature | Début de mandat | Fin de mandat  | Député        | Parti politique | Observations |
| ----------- | --------------- | -------------- | ------------- | --------------- | --- |
| Ire         | 9 décembre 1958 | 9 octobre 1962 | Henri Longuet | CNIP            | Maire de Viry-Châtillon Mandat écourté à la suite d'une dissolution parlementaire décidée par Charles de Gaulle. |
| IIe         | 6 décembre 1962 | 2 avril 1967   | Max Petit     | UNR-UDT         | |

## Historique des élections

### Élections de 1958
| Candidat       | Candidat                    | Parti                     | Premier tour | Premier tour | Second tour | Second tour |  |
| Candidat       | Candidat                    | Parti                     | Voix         | %            | Voix        | %           |  |
| -------------- | --------------------------- | ------------------------- | ------------ | ------------ | ----------- | ----------- |  |
|                | Henri Longuet élu           | CNIP                      | 23 921       | 40,46        | 35 187      | 61,95       |  |
|                | Lucien Midol                | PCF                       | 17 150       | 29,01        | 17 543      | 30,88       |  |
|                | Xavier Pidoux de La Maduère | UNR                       | 10 805       | 18,28        | Retrait     | Retrait     |  |
|                | Lucien Vincenot             | SFIO                      | 4 494        | 7,60         | 4 073       | 7,17        |  |
|                | R. Robin                    | Divers droite (Gaulliste) | 945          | 1,60         |             |             |  |
|                | Mme Vallas                  | Divers                    | 932          | 1,58         |             |             |  |
|                | R. Laugel                   | UFF                       | 870          | 1,47         |             |             |  |
|                |                             |                           |              |              |             |             |  |
| Inscrits       | Inscrits                    | Inscrits                  | 76 152       | 100,00       | 76 103      | 100,00      |  |
| Abstentions    | Abstentions                 | Abstentions               | 16 000       | 21,01        | 18 408      | 24,19       |  |
| Votants        | Votants                     | Votants                   | 60 152       | 78,99        | 57 695      | 75,81       |  |
| Blancs et nuls | Blancs et nuls              | Blancs et nuls            | 1 035        | 1,72         | 892         | 1,55        |  |
| Exprimés       | Exprimés                    | Exprimés                  | 59 117       | 98,28        | 56 803      | 98,45       |  |

Le suppléant de Henri Longuet était Lucien Poisson, conseiller municipal de Massy.

### Élections de 1962
| Candidat       | Candidat              | Parti          | Premier tour | Premier tour | Second tour | Second tour |  |
| Candidat       | Candidat              | Parti          | Voix         | %            | Voix        | %           |  |
| -------------- | --------------------- | -------------- | ------------ | ------------ | ----------- | ----------- |  |
|                | Max Petit élu         | UNR-UDT        | 21 280       | 32,86        | 26 804      | 38,73       |  |
|                | Geneviève Rodriguez   | PCF            | 21 019       | 32,46        | 25 806      | 37,29       |  |
|                | Henri Longuet sortant | CNIP           | 16 989       | 26,23        | 16 589      | 23,97       |  |
|                | René L'Helguen        | Modérés        | 5 470        | 8,45         | Retrait     | Retrait     |  |
|                |                       |                |              |              |             |             |  |
| Inscrits       | Inscrits              | Inscrits       | 90 064       | 100,00       | 90 060      | 100,00      |  |
| Abstentions    | Abstentions           | Abstentions    | 23 959       | 26,6         | 19 993      | 22,2        |  |
| Votants        | Votants               | Votants        | 66 105       | 73,4         | 70 067      | 77,8        |  |
| Blancs et nuls | Blancs et nuls        | Blancs et nuls | 1 347        | 2,04         | 868         | 1,24        |  |
| Exprimés       | Exprimés              | Exprimés       | 64 758       | 97,96        | 69 199      | 98,76       |  |

Le suppléant de Max-Petit était Jacques Janvier, journaliste.